# Scytinostroma luteolum
Scytinostroma luteolum är en svampart som beskrevs av Boidin 1967. Scytinostroma luteolum ingår i släktet Scytinostroma och familjen Lachnocladiaceae.   Inga underarter finns listade i Catalogue of Life.